# Menonvillea rigida
Menonvillea rigida är en korsblommig växtart som beskrevs av Reed Clark Rollins. Menonvillea rigida ingår i släktet Menonvillea och familjen korsblommiga växter. Inga underarter finns listade i Catalogue of Life.